# Donald McKinlay
Pour les articles homonymes, voir McKinlay.
Donald McKinlay, né le 25 juillet 1891 à Glasgow (Écosse), mort le 16 septembre 1959, était un footballeur écossais, qui évoluait au poste de défenseur à Liverpool et en équipe d'Écosse. 
McKinlay n'a marqué aucun but lors de ses deux sélections avec l'équipe d'Écosse en 1922.

## Carrière
- 1910-1929 :  Liverpool

## Palmarès

### En équipe nationale
- 2 sélections et 0 but avec l'équipe d'Écosse en 1922.

### Avec Liverpool
- Vainqueur du Championnat d'Angleterre de football en 1922 et 1923.